# Preppy

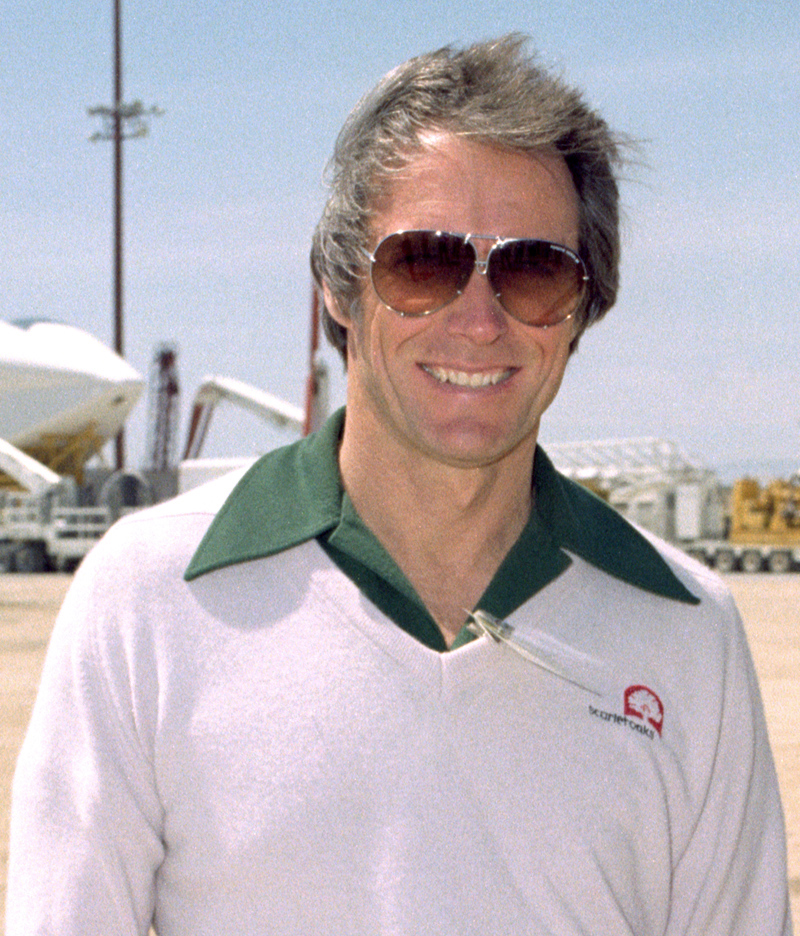
Clint Eastwood en 1981, en sweater blanc à col en V et polo vert anglais, est un bon exemple de style preppy.

Le style preppy (ou preppie ou prep) est un style vestimentaire à tendance sportswear, un courant de mode adopté d'abord dans les années 1950 par les Américains blancs de classe supérieure des Hamptons et du nord-est des États-Unis, puis plus répandu.
Ce style, au départ élitiste par ses origines, est dérivé du style Ivy League des étudiants du groupe éponyme des grandes universités américaines ainsi que du bobby-soxer. Son nom est un apocoristique de « preparatory », pour  College-preparatory school (en) (classe préparatoire à l'université), ; le terme est inventé par Erich Segal dans les années 1970,, époque où ce style devient un classique, après la sortie du film Love Story (1970) et le lancement peu de temps après d'une collection du styliste Ralph Lauren parmi ses premières.

## Description
Ses représentants, pour la plupart de grandes entreprises américaines de prêt-à-porter, sont principalement l'historique J. Press (en) symbole du style Ivy League à l'origine, Brooks Brothers, Paul Stuart (en), le mondialement connu Tommy Hilfiger,, Ralph Lauren,, Gant également Fred Perry, marque immortalisée par Kennedy, J.Crew et Kate Spade dans une moindre mesure, ou plus récemment Vineyard Vines (en), ainsi que le styliste Marc Jacobs. Pour les marques d'origine européenne, Lacoste, qui a rencontré un grand succès aux États-unis, ou plus tard Daniel Crémieux, sont des entreprises emblématiques de ce style.
Le look preppy se caractérise symboliquement pour les hommes par des mocassins type « penny loafer » ou des chaussures-bateau, (tels que ceux de la marque Sebago), un pantalon Chino, ou type Nantucket Reds (en), un polo ou une chemise Oxford,, une cravate reprenant les couleurs de l'université. Par extension, une sweat-shirt également aux couleurs de l'université et à larges écritures, ou une veste anglaise Barbour peuvent être un élément classique de la tenue définie comme « preppie ». Pour les femmes, des sandales en cuir aux pieds, le short ou la robe (notamment celles de Lilly Pulitzer), ou une jupe le plus souvent à motifs tartan. Les vêtements ont parfois un rapport avec les sports, dont le tennis ou le bateau ; Tommy Hilfiger précise que « l'esprit marin est la base même du preppy américain, ce style sportswear que l'on adopte chez nous, même pour aller travailler ».
Le preppy, bien que très différent par ses symboles vestimentaires, est parfois comparé au « Bon chic bon genre ».
Ce look est souvent cité dans Les Éclats de Bret Easton Ellis.